# Crayenstein
Crayenstein of Kraayenstein is een boerderij en voormalig kasteel in het Nederlandse dorp Burgh, provincie Zeeland. Het kasteelterrein met de boerderij is een rijksmonument.

## Geschiedenis
De eerste vermelding dateert uit het midden van de 15e eeuw: het kasteel werd toen bewoond door Floris van Haamstede en zijn echtgenote Paulina van de Werve Claasdochter. Mogelijk was het kasteel al van een oudere datum.
Na het overlijden van Floris in 1472 erfde hun zoon Raas het kasteel. Hij liet het weer na aan zijn dochter Françoise, die trouwde met Jan van Naaldwijk. Françoise en Jan kregen één dochter: Adriana van Haamstede.
Adriana is drie maal getrouwd geweest. Haar eerste man, Willem van Gistelles, sneuvelde in 1600 in Vlaanderen. Ze hertrouwde met de Engelse kolonel Henri Sutton, maar die stierf al in 1604. Uit dat huwelijk werd Maximiliaan geboren. Adriana trouwde hierna met Henri Moelis, ook een Engelsman. Crayenstein werd rond 1617 bewoond door Maximiliaan, die trouwde met Maria Vijgh.
Crayenstein werd in 1632 of 1639 verkocht. Onduidelijk is wie de verkopende partij was: Adriana van Haamstede of Maria Vijgh.

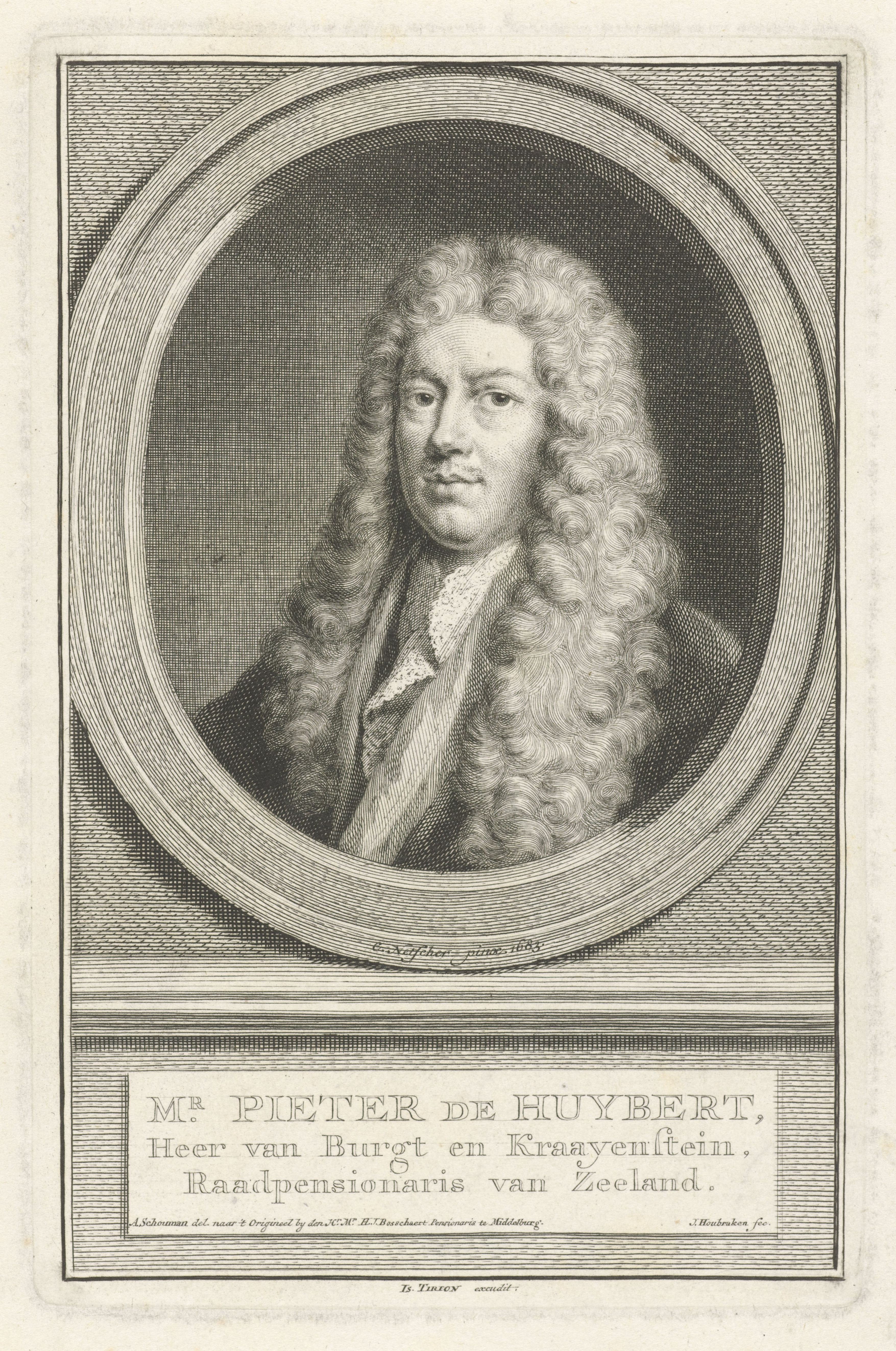
Pieter de Huybert

Raadpensionaris Pieter de Huybert kreeg Crayenstein in 1669 in bezit. Crayenstein en de heerlijkheid Burgh vererfden in 1736 naar Nicolaas van Hoorn, burgemeester van Vlissingen. In 1778 werd het kasteel – op dat moment bewoond door de weduwe Van Hoorn – geplunderd door orangisten. In 1786 kwamen de bezittingen terecht bij Nicolaas Johan van Hoorn.
In 1808 werd het kasteel met alle landerijen verkocht aan Joost de Kater. De heerlijkheid Burgh bleef overigens in bezit van de familie Van Hoorn. Joost de Kater woonde waarschijnlijk al vóór de aankoop op het kasteel en bleef hier woonachtig tot aan zijn overlijden in 1851. Hij liet het na aan zijn zoon Gillis, burgemeester van Burgh. In 1883 verkocht de familie het kasteel aan de boerenfamilie Vis, die in 1890 het kasteel deels liet afbreken. Op een gedeelte van de fundamenten werd een boerderij gebouwd, waarvan op 22 juli 1890 de eerste steen werd gelegd door Willem de Vis.
In 1919 werd de boerderij geveild, waarna de familie Dalebout er zijn intrek nam.

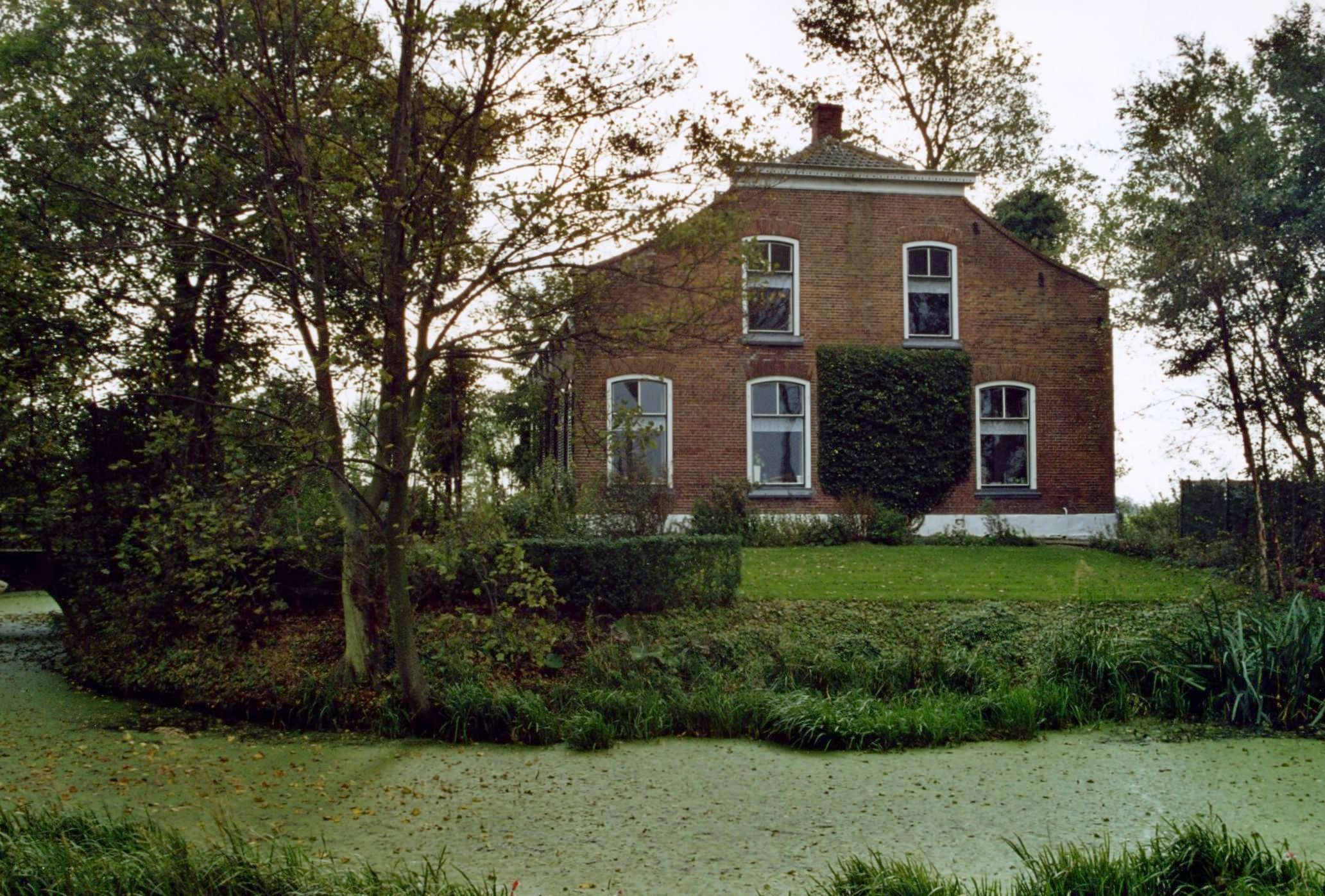
Boerderij Kraayenstein

## Beschrijving
Het kasteel Crayenstein is langs de Amer gebouwd, een ooit bevaarbare kreek die toegang gaf tot de zee. De oudste vermelding van Crayenstein dateert uit midden 15e eeuw, maar toen was de Amer reeds afgesloten geraakt van de zee: dat doet vermoeden dat Crayenstein dus ouder moet zijn dan de 15e eeuw.
Op een tekening uit 1695 is een omgracht gebouw te zien dat door diverse uitbreidingen is getransformeerd tot een landhuis, waarbij het middendeel nog trekken heeft van een middeleeuwse donjon. Het kasteel was ongeveer 19,5 bij 12 meter groot.
Toen Crayenstein in 1890 werd afgebroken, werden er geen middeleeuwse muren meer aangetroffen; de dikste muren bleken ook slechts 61 centimeter breed, hetgeen niet past bij een verdedigbaar kasteel.
De huidige boerderij Kraayenstein uit 1890 meet 13,5 bij 12 meter en is gedeeltelijk op de kasteelfundamenten gebouwd. Een deel van de westmuur is opgenomen in de boerderij, evenals de keldergewelven. De boerderij heeft een afgewolfde gevel. De slotgracht is deels behouden gebleven, inclusief een stenen boogbrug met smeedijzeren toegangshek.
In het Zeeuws Museum in Middelburg ligt een drietal 16e-eeuwse haardstenen, afkomstig uit het kasteel.
Aldegonde · Kasteel van Axel · Baarland · Baarsdorp · Barbestein · Biervliet · Bieweg · Blodenburg · Huis der Boede · Brijdorpe · Bruëlis · 't Burchtje · Burggravensteen · Buttinge · Coxijde · Crayenstein · Duinbeek · Duivelsberg · Ellewoutsdijk · Filippenburg · Geersdijk · Gistellis · Gravenhof · Slot Haamstede · Kasteel Hellenburg · Herkestein · Heuvelsweg · Hoge Huis · Ter Hooge · Hoogkamer · Kats · Kind van Trente · Kleverskerke · Kortgene · Kreke · Kruiningen · Laterdale · Lodijke · Maalstede (Hulst) · Maalstede (Kapelle) · Magdalon · Hof Ter Moere · Moermond · Te Mortiere · Muiden · Hof ter Nisse (Nisse) · Hof ter Nisse (Ossenisse) · Oostende · Oostende (Goes) · Oosterstein · Poelvoorde · Poortvliet · Popkensburg · De Pottere · Poucques · Pronkenburg · Ravenstein · Saeftingher Slot · Kasteel van Sint-Maartensdijk · Schengen · Sluis · Smallegange · Stavenisse · Tolhuis van Iersekeroord · Huus ter Tolne · Torenberg · Torenhoeve · Toren van Bourgondië · Troye · Valkenisse · Vinninghen · Vlissingen · Voorhoute · Waarde · Watervliet · Weldamme · Welland · Huis te Werf · Te Werve · Westenschouwen · Westhove · Westkerke · Windenburg · Zandenburg · Zwanenburg